# 藤山由依
藤山 由依（ふじやま ゆうい、1993年〈平成5年〉3月7日 - ）は、日本の女優。東京都出身。東宝芸能所属。

## 人物
身長166cm。
趣味は切り絵。特技はバレエ、殺陣。
明治学院大学文学部芸術学科卒。
2013年、オスカープロモーション主催「美ジネスマン美ジネスウーマンコンテスト」ファイナリスト。
元女優の藤山陽子は叔母にあたる。

## 出演作品

### テレビドラマ
- ハートロス〜虹にふれたい女たち〜（2016年、CBC） - 森川みどり
- プレミアムドラマ（NHK BSプレミアム）
  - 最後のレストラン 第二皿（2016年） - クレオパトラの侍女
  - 定年女子（2017年） - ウエイトレス
- 月曜名作劇場（2019年、TBS）
  - 西村京太郎サスペンス 十津川警部シリーズ（内藤剛志版） 第8作 - 夏目
  - 警視庁機動捜査隊216 第10作 - オリエンタルファンド社員
- 連続ドラマW / 頭取 野崎修平 第1話（2020年、WOWOW） - 牧野（受付嬢）
- ウルトラマンデッカー 第15話・第18話・第22話 - 第25話（2022年 - 2023年、テレビ東京） - レリア
- 相棒 season21 第4話（2022年、テレビ朝日） - 久保早苗

### テレビ番組
- 総合診療医ドクターG（2016年、NHK-BS） - 看護婦

### 配信ドラマ
- チェイス 第1章 第6話（2018年、アマゾンジャパン）

### 舞台
- 七色いんこ（2018年） - ヨーコ
- 幕末疾風伝MIBURO～壬生狼～（2018年 - 2019年） - 深雪太夫
- 舞台けものフレンズ「JAPARI STAGE!」～おおきなみみとちいさなきせき～（2019年） - アムールトラ

### その他
- オスカリート（OSCALITO） - 店舗雑誌、WEBモデル